# Sainte-Marthe (Lot-et-Garonne)
Sainte-Marthe is een gemeente in het Franse departement Lot-et-Garonne (regio Nouvelle-Aquitaine) en telt 383 inwoners (1999). De plaats maakt deel uit van het arrondissement Marmande.

## Geografie
De oppervlakte van Sainte-Marthe bedraagt 9,8 km², de bevolkingsdichtheid is 39,1 inwoners per km².
De onderstaande kaart toont de ligging van Sainte-Marthe (Lot-et-Garonne) met de belangrijkste infrastructuur en aangrenzende gemeenten.

## Demografie
Onderstaande figuur toont het verloop van het inwonertal (bron: INSEE-tellingen).